# سرزمین قبل از تاریخ ۷: سنگی از آتش سرد
سرزمین قبل از تاریخ هفتم: سنگ سردی از آتش (انگلیسی: The Land Before Time VII: The Stone of Cold Fire) یک فیلم ویدئویی پویانمایی آمریکایی در ژانر ماجراجویی، موزیکال و درام محصول سال ۲۰۰۰ میلادی به تهیه کنندگی و کارگردانی چارلز گروسونور و با صدا پیشگی توماس دکر، اندی مکافی، آریا کورزون، جف بنیت و راب پالسن، چارلز کیمبرو، پتی دویچ، بازیگر بریتانیایی مایکل یورک و جیم کامینگز است. این اولین قسمتی است که راوی ندارد.

## داستان
یک شی مرموز در نزدیکی دره بزرگ سقوط می‌کند و عموی غیرقابل اعتماد پتری به دنبال آن شی می‌گردد و معتقد است که آن سنگی است که قدرت‌های بزرگی دارد …